# 約翰·卡西米爾 (安哈特-德紹)
約翰·卡西米爾（德語：Johann Kasimir，1596年12月17日—1660年9月15日），安哈特-德紹親王，1618年至1660年在位。

## 家庭
1623年，約翰·卡西米爾和黑森-卡塞爾的阿格尼絲結婚，兩人共有1子2女：
1. 朱麗安妮（1626年—1652年）
2. 約翰·格奧爾格（1627年—1693年），安哈特-德紹親王
3. 路易絲（英语：Louise of Anhalt-Dessau）（1631年—1680年），萊格尼察-布熱格公爵夫人